# Taxila
Koordinaten: 33° 45′ N, 72° 50′ O

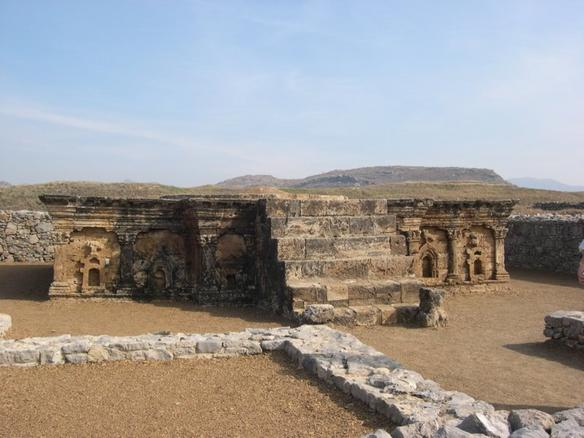
Taxila: Pagode mit dem doppelköpfigen Adler

Taxila (griechische Form des Namens; eigentlich Sanskrit, तक्षशिला, f. Takṣaśilā, Takshashila; wörtl: „Hügel des Taksha“, Pali: Takkasilā) war die historische Hauptstadt des Reiches Gandhara, das sich über die östlichen Gebiete des heutigen Afghanistan und den Nordwesten Pakistans erstreckte. Taxila erlebte seine Blütezeit vom fünften vorchristlichen bis zum fünften Jahrhundert unserer Zeit. Seit 1980 werden die archäologischen Stätten des früheren Taxila von der UNESCO als Weltkulturerbe gelistet.

## Lage
Am Schnittpunkt dreier wichtiger Handelsstraßen gelegen, war der Ort von erheblicher wirtschaftlicher und strategischer Bedeutung. Die Überreste der Stadt, ein reichhaltiger Fundort für archäologische Forschungen, liegen etwa 35 Kilometer nordwestlich von Islamabad in der pakistanischen Provinz Punjab nahe der Grenze zu Khyber Pakhtunkhwa und an der Grand Trunk Road.

## Geschichte
Im indischen Epos Ramayana wird erzählt, dass die Gründung Taxilas auf Bharata, den Bruder Ramas, zurückgeht. Auch im zweiten großen Epos Indiens, dem Mahabharata, und in den Jatakas („Geburtsgeschichten“ Buddhas, die von seinen früheren Inkarnationen erzählen) wird die Stadt genannt. Takshashila, der eigentliche Name der Stadt, leitet sich demgemäß von Taksha, dem ältesten Sohn Bharatas und ersten Herrscher, her und bedeutet „Hügel des Taksha“. Die heute gebräuchliche Form als Taxila entstammt der späteren griechischen Geschichtsschreibung.
Im 6. Jahrhundert v. Chr. war Taxila die Hauptstadt des Reiches Gandhara, seit der Eroberung durch den Achämeniden Darius I. im Jahr 516 v. Chr. die östlichste Satrapie des Perserreiches. Schon zu jener Zeit bestanden offenbar Handelsbeziehungen zu China, denn in der Sprache der Achämeniden gab es bereits ein Wort für Seide. Diese Handelswege sollten sich in späteren Jahrhunderten zu einem Netz von Routen entwickeln, die als „Seidenstraße“ bekannt wurden, mit denen Taxila über den Kunjirap-Pass verbunden war. Neben Waren aus dem westlich gelegenen Perserreich und dem Mittelmeerraum, aus China im Osten und Indien im Süden trafen hier auch Philosophien, Religionen und Wissenschaften aus diesen bedeutenden Kulturräumen aufeinander, wodurch die Stadt bald zu einem Zentrum der Lehre und des Austauschs wurde und eine große Universität entstand. Panini, ein indischer Gelehrter (5./4. Jahrhundert v. Chr.), schrieb an der Universität von Taxila das Ashtadhyayi, die für lange Zeit bedeutendste Zusammenfassung der Grammatik des Sanskrit. Kautilya (4./3. Jahrhundert v. Chr.) verfasste hier das Arthashastra („Die Lehre vom materiellen Gewinn“).
Im 4. Jahrhundert v. Chr. wurden die Länder der Perser von Alexander dem Großen erobert. 326 v. Chr. erreichte er Taxila, nahm die Stadt kampflos ein, da sich der dort herrschende Fürst Taxiles der Übermacht ergab, und stationierte dort eine Garnison von Makedonen. Zwar endete die Herrschaft der Griechen schon 317 v. Chr., doch der hellenistische Einfluss blieb vor allem in der Kunst noch lange danach erhalten (Graeco-Buddhismus).

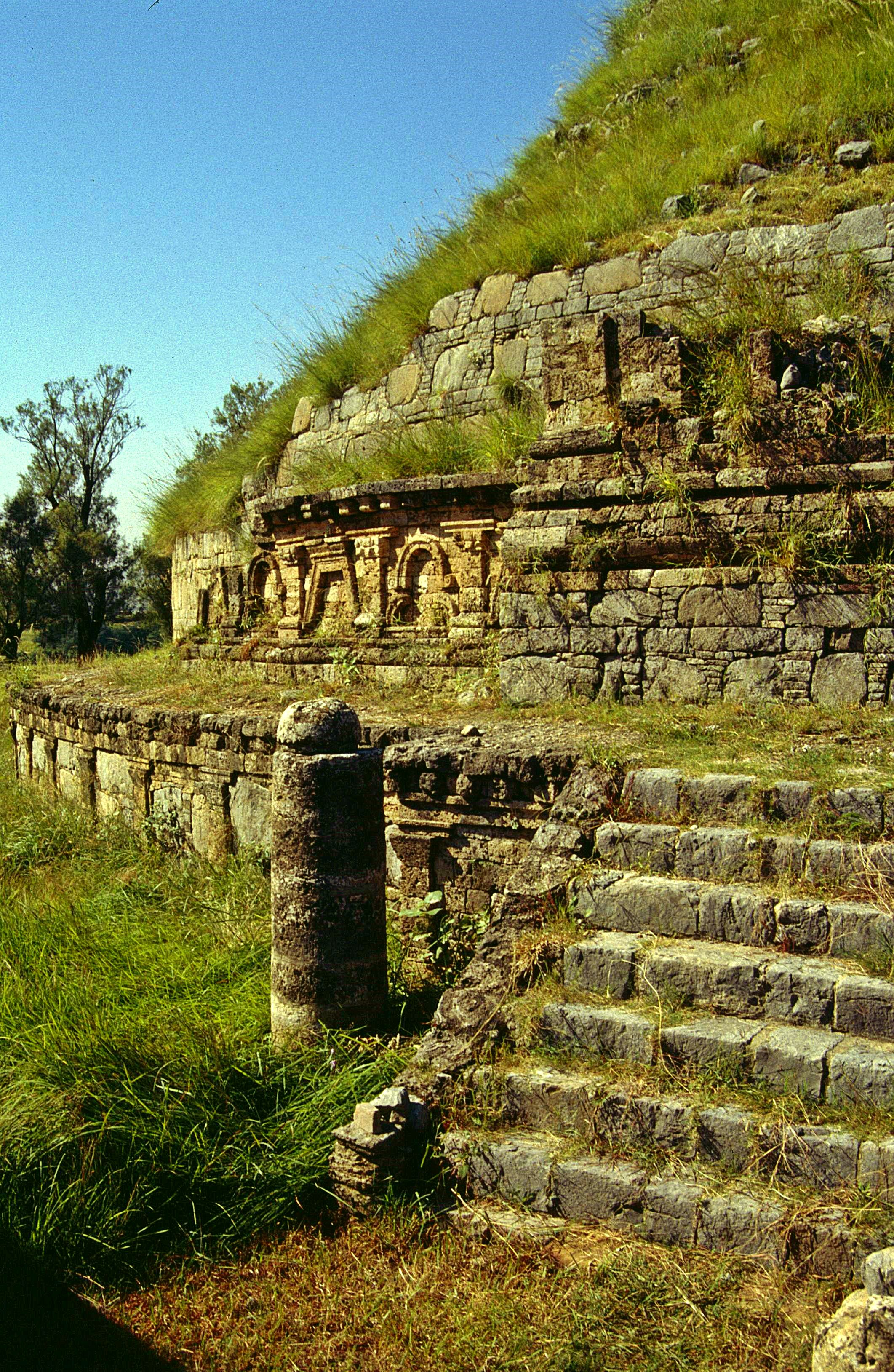
Dharmarajika-Stupa: Aufgang

Um 321 v. Chr. hatte der indische Maurya-König Chandragupta das erste indische Großreich, das weite Teile des indischen Subkontinents umfasste, begründet. Das Reich erfuhr seine größte Ausdehnung während der Herrschaft seines Enkels Ashoka, der selbst, bevor er zum Kaiser wurde, Statthalter seines Vaters in Taxila war. 272 v. Chr. wurde Ashoka zum Herrscher des Großreiches und konvertierte nach einer Reihe blutiger Kriegszüge und Schlachten zum Buddhismus. In der Folge wurde er zu einem großen Förderer der Lehre des Buddha, dem Dharma, und ließ neben Edikt-Säulen auch tausende Stupas errichten. Auch in Taxila, das damals bereits seit längerem ein bedeutendes Zentrum des Buddhismus war, das Lernbegierige aus der gesamten buddhistischen Welt anzog, entstand zu jener Zeit der „Dharmarajika-Stupa“ (auch Chir Tope), der damit der vermutlich älteste Stupa im heutigen Pakistan ist. Die ursprüngliche Konstruktion dieses zentralen Sakralbaus der Stadt hatte einen Durchmesser von 50 Metern, war halbkugelförmig und ähnelte wohl dem bekannteren Stupa von Sanchi. Das Bauwerk wurde bei einem Erdbeben im Jahr 30 weitgehend zerstört und danach in noch größerer Form wieder aufgebaut.

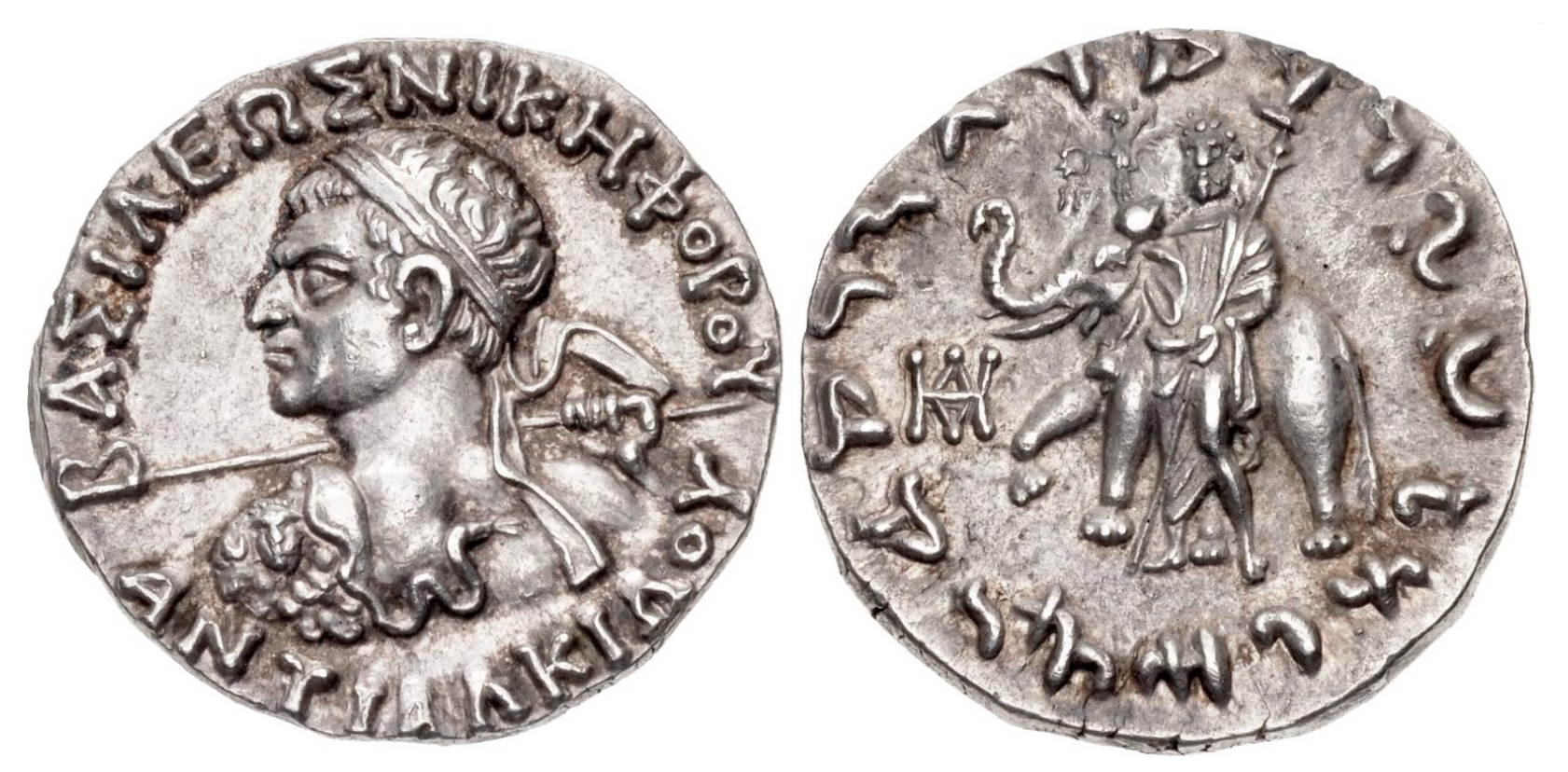
Münze des indo-griechischen Königs Antialkidas

Nach Ashokas Tod setzte bald der Zerfall des Reiches ein und 185 v. Chr. wurde Gandhara schließlich von den baktrischen Griechen erobert. Mit Sirkap gründeten sie eine eigene griechische Stadt in unmittelbarer Nähe Taxilas und herrschten dort bis etwa 90 v. Chr. Eine späte Blütezeit erlebte Taxila unter dem indo-griechischen König Antialkidas, der wahrscheinlich in der Zeit von 115 bis 95 v. Chr. regierte; sein Name ist in einer Inschrift auf der Heliodoros-Säule erwähnt. Danach wechselte die Herrschaft in schneller Folge zu den Saken (ein Stamm der Skythen, etwa 90 v. Chr.) und danach den Parthern (etwa 19 n. Chr.). Deren König Gondophares soll der Überlieferung gemäß den Apostel Thomas und Apollonius von Tyana an seinem Hof zu Gast gehabt haben.

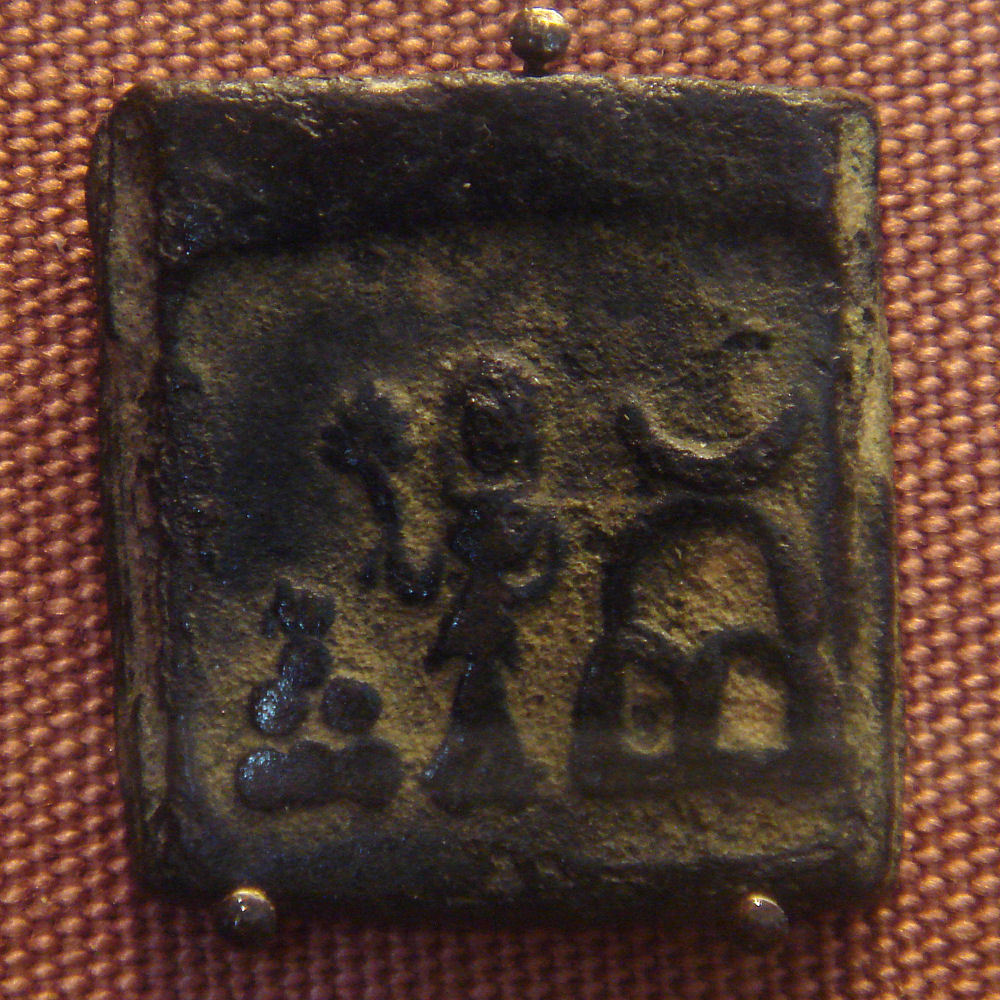
Münze aus Taxila (ca. 2. Jahrhundert)

Wenig später, um das Jahr 78, wurden die Parther ihrerseits von den Kuschanen, einem Zweig der Yuezhi, besiegt. Vima Kadphises, der zweite König von Kuschan, gründete die dritte Stadt auf dem Gebiet Taxilas, Sirsukh. Unter den Kuschanen erlebte der Buddhismus eine erneute Blüte in der Region, insbesondere gefördert von König Kanischka. Dessen Leibarzt Charaka gilt als Verfasser des Charaka Samhita, des ältesten und bedeutendsten klassischen Werkes zur indischen Heilkunst, dem Ayurveda. Auch Nagarjuna, der bedeutende buddhistische Gelehrte und Begründer der Shûnyavâda-Schule des Mahâyâna-Buddhismus, lehrte in jener Zeit in Taxila. Während der Herrschaft Kanischkas wurde auch die Dharmarajika-Stupa ein weiteres Mal ausgebaut. Die heute noch sichtbaren Überreste dieses bedeutendsten religiösen Bauwerks Taxilas gehen auf diese Zeit zurück. Im 1. Jahrhundert entstanden in Gandhara, gleichzeitig mit der zentralindischen Region Mathura, die ältesten Bildnisse des Buddha in menschlicher Gestalt, nachdem er zuvor nur durch Symbole repräsentiert worden war. Deutlich waren in diesen Darstellungen die, seit den Eroberungen Alexander des Großen verbreiteten, hellenistischen und auch provinzialrömischen Einflüsse zu erkennen („Graeco-Buddhismus“). Ausgehend von Gandhara wurde dieser Stil prägend für die buddhistische Kunst nicht nur dieser Region, sondern auch der Länder entlang der Seidenstraße; von Zentralasien über China und die Mongolei bis Korea und Japan.
Münzfunde weisen darauf hin, dass Taxila im 4. Jahrhundert von den Sassaniden eingenommen wurde. Ein letzter Bericht über die Stadt und insbesondere deren buddhistische Kultur stammt von dem chinesischen Pilgermönch Faxian, der sie im Jahr 403 besuchte. Um das Jahr 455 wurde die Region schließlich von den Hephthaliten („weiße Hunnen“) erobert (eventuell handelte es sich auch um eine andere Gruppe der iranischen Hunnen). Sie zerstörten die Stadt und auch die buddhistischen Klöster des Umlandes und beendeten damit die rund 1000 Jahre währende Geschichte Taxilas. Der chinesische Pilgermönch Xuanzang, von dem neben anderem ein Bericht über die ebenfalls in Gandhara errichteten Buddha-Statuen von Bamiyan stammt, besuchte das frühere Taxila im 7. Jahrhundert und beschrieb es als Ruinenstadt.

## Stadtanlage
Das Ruinenfeld von Taxila besteht eigentlich aus drei oder sogar vier Stadtanlagen. Im Westen liegt die älteste Stadt (heute als Bhir Mound bezeichnet). In ihr ist bisher nur wenig gegraben worden, doch zeigen die untersuchten Reste, dass es sich um eine ungeplante Stadtanlage mit kleinen Häusern und engen Gassen handelte. Hier residierte Ashoka als Statthalter.
In griechischer Zeit, vielleicht unter seleukidischer oder baktrischer Herrschaft wurde westlich davon eine zweite Stadt (Sirkap) errichtet. Sie zeigt einen regelmäßigen, schachbrettartigen Stadtplan, wie er typisch für hellenistische Städte ist. In der Mitte der Stadt befindet sich die breite Hauptstraße, von der kleinere Seitenstraßen abgingen. An der Hauptstraße befanden sich Läden, meist aus nur einem Raum bestehend. Dahinter lagen die größeren Wohnbauten. Es fanden sich Stupas, Tempel und ein Palast. Der Palast ist nicht sehr groß und zeichnet sich durch die Kleinteiligkeit der Räume aus. Im Plan steht er Palastbauten aus Mesopotamien nahe. Im fünften Block findet sich die Pagode mit dem doppelköpfigen Adler. Ihre Basis ist durch Nischen dekoriert, die durch Säulen begrenzt werden. Dazwischen finden sich kleinere Portale, die von Tieren gekrönt werden, darunter auch der namensgebende doppelköpfige Adler. Neben dieser Pagode stand ein größeres Haus, in dem eventuell Besucher oder Mönche untergebracht waren. Hier fand sich eine aramäische Inschrift, die Asoka erwähnt, aber wahrscheinlich älter als die Pagode ist. Im siebten Häuserblock und ihn ganz einnehmend stand der Apsis-Tempel. 
Die kuschanazeitliche Stadt Sirsukh liegt nordwestlich. Sie ist bisher kaum erforscht. Ca. 1,5 km davon entfernt befindet sich schließlich eine etwa zeitgleiche Stadtanlage. Die einzelnen Städte oder Stadtteile scheinen meist gleichzeitig und nicht nur nacheinander bewohnt gewesen zu sein. Zwischen diesen ummauerten Stadtanlagen standen verschiedene Tempel und Klöster, z. B. die Tempelanlage Jandial.

## Archäologie
Wiederentdeckt wurden die Ruinen von Taxila Mitte des 19. Jahrhunderts von dem britischen Archäologen Alexander Cunningham. Sein Landsmann  Sir John Marshall nahm ab 1913 über einen Zeitraum von 20 Jahren erste detaillierte Ausgrabungen vor.

## Sonstiges
Claude Lévi-Strauss beschreibt in Traurige Tropen eine touristische Reise nach Taxila. In den Ruinen der Stadt sieht er „mit Ausnahme des Christentums [...] alle Einflüsse, welche die Alte Welt geprägt haben, [...] versammelt“.